# Gnaphosa ketmer
Gnaphosa ketmer – gatunek pająka z rodziny worczakowatych.
Gatunek ten został opisany w 2005 roku przez Tatianę K. Tunewą.
Pająk o ciele długości 9,3 mm, w tym 3,8 mm karapaksu. Karapaks szarobrązowy. Sternum, odnóża i nogogłaszczki szarożółte. Odwłok szary. Samica ma przedsionek epigynum z podstawą poszerzoną w kierunku dystalnym oraz spermateki z szerokimi, przylegającymi przewodami środkowymi.
Gatunek palearktyczny, znany z okolic gór Ketpen w ujgyr audany w kazachstańskim obwodzie ałmackim.